# زاوية سيدي حمزة

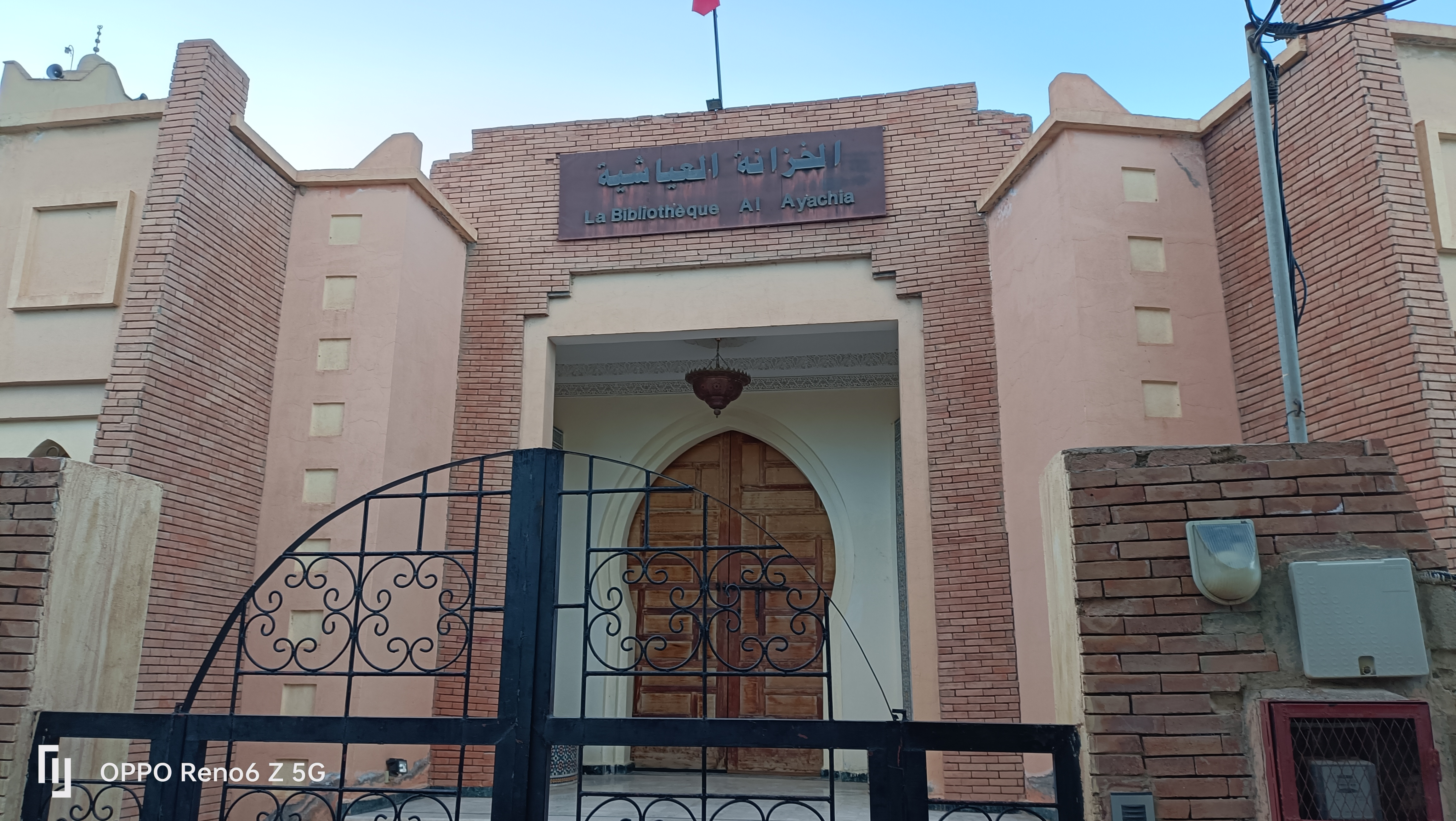
الخزانة العياشية

زاوية سيدي حمزة هي قرية أمازيغية مغربية وجماعة قروية وسط غربي المغرب. تنتمي زاوية سيدي حمزة لإقليم ميدلت بجهة درعة تافيلالت. تضم هذه الجماعة القروية 4.595 نسمة (إحصاء 2004).
كانت تُعرف سابقاً بالزاوية العياشية وزاوية أبي سالم وزاوية سيدي محمد بن أبي بكر، وهو مؤسسها والجد الأعلى لكثير من سكانها الحاليين. الزاوية مشهورة بمكتبتها الحمزية العياشية وتحافظ  الزاوية على الشكل التقليدي للمباني في الإقليم.تضم الجماعة سبعة قصور.

## التسمية
سميت الزاوية بسيدي حمزة نسبة إلى الشيخ حمزة أبي سالم عبد الله العياشي، وهو أحد الشخصيات الصوفية البارزة في المنطقة. 

## المرافق الثقافية
توجد بزاوية سيدي حمزة المكتبة العياشية وهي خزانة خاصة بفقهاء الزاوية وشيوخها، أنشئت في عام 1735، خلفها العالم والرحالة المغربي أبي سالم العياشي بعد سنوات قضاها في جمع نوادر الكتب والتأليف وطلب العلم .موروث علمي وثقافي تحتضنه خزانات حديدية مقفلة في غرفة بين ثنايا القصبة وخلف دهاليز وأزقة مظلمة إلى أن شملها برنامج تتبع المكتبات لوزارة الأوقاف والشؤون الإسلامية حيث تم الاعتناء بالمخطوطات وفهرستها 

## مسجد زاوية سيدي حمزة
مسجد زاوية سيدي حمزة  يحتوي على دعامة من مكة وكان يضم جامورًا من الذهب تمت سرقته وبيعه في فرنسا خلال الفترة الاستعمارية. بجانب المسجد يوجد ضريح "أبي سلام العياشي" وابنه "حمزة"، بالإضافة إلى بقايا القصر القديم. تم ترميم الأطلال التاريخية ليصبح مزارا  سياحيا وثقافيا .

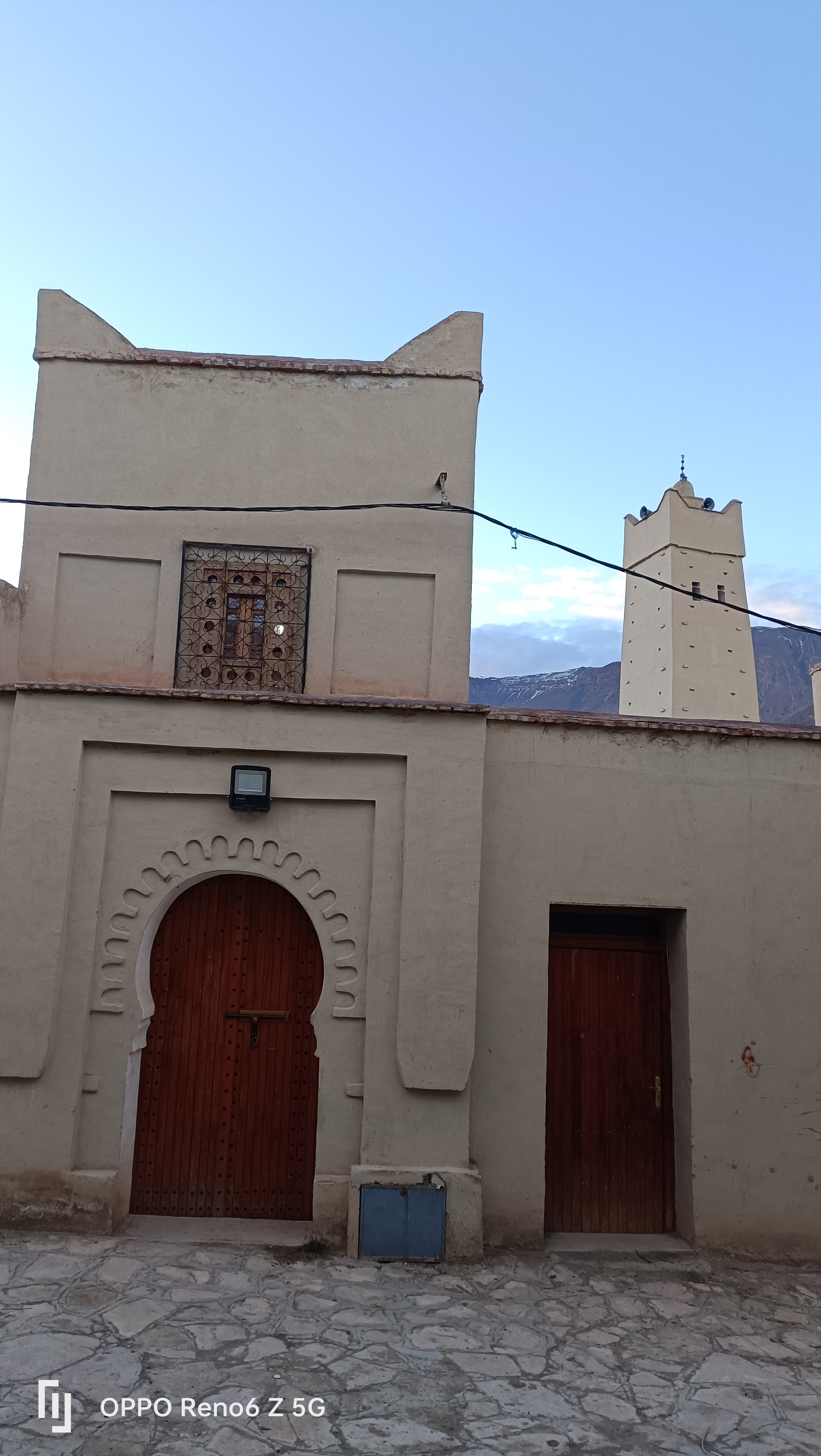
مسجد زاوية سيدي حمزة